# Кесалойское сельское поселение
Кесалойское се́льское поселе́ние — муниципальное образование в Шаройском районе Чечни Российской Федерации.
Административный центр — село Кесалой.

## История
Статус и границы сельского поселения установлены Законом Чеченской Республики от 14 июля 2008 года № 43-РЗ «Об образовании муниципального образования Шаройский район и муниципальных образований, входящих в его состав, установлении их границ и наделении их соответствующим статусом муниципального района и сельского поселения».

## Население
| 2010 | 2012 | 2013 | 2014 | 2015 | 2016 | 2017 |
| ---- | ---- | ---- | ---- | ---- | ---- | ---- |
| 52   | ↗53  | →53  | ↗56  | ↗73  | ↘72  | ↗76  |
| 2018 | 2019 | 2020 | 2021 | 2023 | 2024 |      |
| ↗81  | ↘78  | ↘76  | ↗159 | →159 | →159 |      |

## Состав сельского поселения
| № | Населённый пункт | Тип населённого пункта       | Население |
| - | ---------------- | ---------------------------- | --------- |
| 1 | Кесалой          | село, административный центр | →159      |